# Vila (Puebla del Brollón)
Vila (llamada oficialmente A Vila) es una aldea española situada en la parroquia de Eixón, del municipio de Puebla del Brollón, en la provincia de Lugo, Galicia.

## Localización
Está situado a 376 metros de altitud, en la zona de mayor altitud de Eixón, a pocos metros al suroeste del Arriba. 

## Demografía
| Gráfica de evolución demográfica de Vila entre 2000 y 2019 |
|                                                            |
| Datos según el nomenclátor publicado por el INE.           |